# Sœurdres
Sœurdres est une ancienne commune française située dans le département de Maine-et-Loire, en région Pays de la Loire. Le 15 décembre 2016, la commune devient une commune déléguée au sein de la commune nouvelle des Hauts-d'Anjou.

## Géographie

### Localisation
Ce village angevin se situe au nord du département dans la partie orientale du Segréen, sur la route D 78 qui va de Marigné à Miré, et sur la D 173 qui va de Brissarthe à Daon, en limite du département de la Mayenne.
Le Segréen est la partie nord-ouest du département de Maine-et-Loire. Elle est délimitée au sud par la Loire et à l'est par la vallée de la Sarthe.

### Aux alentours
Les communes les plus proches sont Cherré (3 km), Marigné (4 km), Saint-Laurent-des-Mortiers (4 km), Contigné (4 km), Saint-Michel-de-Feins (4 km), Argenton-Notre-Dame (5 km), Daon (5 km), Miré (7 km), Querré (7 km) et La Jaille-Yvon (8 km).

### Géologie et relief
L'altitude de la commune varie de 39 à 79 mètres, pour une altitude moyenne de 59 mètres. Son territoire se trouve sur un plateau avec deux bassins versants, l’un sur la Mayenne et l’autre sur la Sarthe. Situé à l'extrémité est du Massif armoricain, le relief du Segréen est principalement constitué de sols argileux ou argilo-siliceux, en un relief modéré.
La commune de Sœurdres s'étend sur plus de 15 km2 (1 524 hectares). Son territoire figure à l'inscription du schéma d'aménagement et de gestion des eaux pour les zones de la Mayenne et l’aval de la Sarthe.

### Hydrographie
La rivière la Mayenne traverse la commune. Y naissent les ruisseaux des Vallées et de la Maladrie.

### Climat
Son climat est tempéré, de type océanique. Le climat angevin est particulièrement doux, du fait de sa situation entre les influences océaniques et continentales. Généralement les hivers sont pluvieux, les gelés rares et les étés ensoleillés.

## Urbanisme
Morphologie urbaine : le village s'inscrit dans un territoire essentiellement rural.
En 2009 on trouvait 147 logements sur la commune de Sœurdres, dont 85 % étaient des résidences principales et dont 83 % des ménages en étaient propriétaires. En 2013, on y trouvait 160 logements, dont 86 % étaient des résidences principales, pour une moyenne sur le département de 90 %, et dont 85 % des ménages en étaient propriétaires.

## Toponymie
Formes anciennes du nom : Villa cujus est vocabulum Cirda en 845, Decima de Cerda en 1209, Ecclesia de Cerda en 1218, Cerdre en 1242, La paroisse de Cerdre en 1393, La ville de Serdre en 1411, Sardra en 1419, Parochialis ecclésial de Seurdre en 1443, Seurdre en 1601, Seurdres en 1760, Sœurdres en 1832, Seurdres en 1878, et 1793, avant de devenir Sœurdres en 1801.
Jusqu'à la Révolution française, le Segréen était connu sous le nom de Craonnais.
Nom des habitants (gentilé) : les Sœurdréens.

## Histoire

### Préhistoire et Antiquité
Aucune trace antique n'a été constatée sur Sœurdres, qui pour autant devait être traversé par la voie de Brissarthe à Daon, et par une autre, ascendante, vers Saint-Laurent-des-Mortiers.

### Moyen Âge
On retrouve la trace au IXe siècle d'une villa, comprenant une chapelle en son centre, le tout appartenant au comte Thibault, abbé de Saint-Jean-Baptiste d'Angers.
Au Moyen Âge, la paroisse appartient aux seigneurs de Salles, comprenant également celle de Miré. Ils le seront jusqu'au début du XVIIIe siècle.

### Ancien Régime
Sous l'Ancien Régime, Sœurdres relève du doyenné d'Écuillé, et de l'élection d'Angers.

### Époque contemporaine
À la réorganisation administrative qui suit la Révolution, la commune est rattachée en 1793 au canton de Contigné et au district de Châteauneuf, puis en 1800 au canton de Châteauneuf et à l'arrondissement de Segré.
Comme les communes environnantes, Sœurdres se trouve au début du XVIIIe siècle en territoire contrôlé par les chouans. Les 27 et 29 juin 1793 Joseph-Juste Coquereau est signalé avec sa bande à Sœurdres et à Marigné. Avec quelques jeunes gens du pays, il rejoint les divisions bretonnes des Vendéens.
Un rapprochement intervient en 2016. Le 15 décembre, les communes de Brissarthe, Contigné, Cherré, Champigné, Marigné, Sœurdres et Querré, s'associent pour former la commune nouvelle des Hauts d'Anjou. Sœurdres en devient une commune déléguée. Un nouveau regroupement intervient en 2019 avec l'intégration de la commune de Châteauneuf-sur-Sarthe, qui devient alors le siège de la nouvelle commune.

## Politique et administration

### Administration municipale

#### Administration actuelle
Depuis le 15 décembre 2016, Sœurdres constitue une commune déléguée au sein de la commune nouvelle des Hauts d'Anjou et dispose d'un maire délégué.
| Période                                  | Période                  | Identité            | Étiquette | Qualité |
| ---------------------------------------- | ------------------------ | ------------------- | --------- | ------- |
| décembre 2016                            | mai 2020                 | Alain Foucher       |           |         |
| mai 2020                                 | 31 août 2023 (démission) | Benoit Ermine       |           |         |
| 19 septembre 2023                        |                          | Noémie Pauly-Moreau |           |         |
| Les données manquantes sont à compléter. |                          |                     |           |         |

#### Administration ancienne
La commune est créée à la Révolution. Commune en 1790, Sœurdres. Le conseil municipal de Sœurdres est composé de 11 élus.
| Période                                  | Période       | Identité         | Étiquette | Qualité     |
| ---------------------------------------- | ------------- | ---------------- | --------- | ----------- |
| 1977                                     | 1983          | Paul Cherbonneau |           |             |
| 1983                                     | 2001          | Robert Baert     |           |             |
| 2001                                     | décembre 2016 | Alain Foucher    |           | Agriculteur |
| Les données manquantes sont à compléter. |               |                  |           |             |

### Jumelages
Les jumelages sont suivis par le Comité de jumelage du Freu. Cherré, Marigné et Sœurdres sont jumelées avec Blindheim, Wolpersteten, Unterglauheim.

### Ancienne situation administrative

#### Intercommunalité
Sœurdres est membre jusqu'en 2016 de la communauté de communes du Haut-Anjou. Cette structure intercommunale regroupe onze communes dont Miré, Contigné, Cherré et Brissarthe. La communauté de communes est membre du Pays de l'Anjou Bleu, structure administrative d'aménagement du territoire. Cette intercommunalité comprend six communautés de communes : Candé, Segré, Haut-Anjou, Ouest-Anjou, Lion-d'Angers et Pouancé-Combrée.
Le 15 décembre 2016, la commune nouvelle de Les Hauts-d'Anjou entraine sa substitution dans les établissements de coopération intercommunale.

#### Autres circonscriptions
Jusqu'en 2014, Sœurdres fait partie du canton de Châteauneuf-sur-Sarthe et de l'arrondissement de Segré,. Dans le cadre de la réforme territoriale, un nouveau découpage territorial pour le département de Maine-et-Loire est défini par le décret du 26 février 2014. La commune est alors rattachée au canton de Tiercé, avec une entrée en vigueur au renouvellement des assemblées départementales de 2015.
Sœurdres fait partie de la première circonscription de Maine-et-Loire, composée de cinq cantons dont Châteauneuf-sur-Sarthe et Tiercé. La quatrième circonscription de Maine-et-Loire est l'une des sept circonscriptions législatives que compte le département.

## Population et société

### Évolution démographique
L'évolution du nombre d'habitants est connue à travers les recensements de la population effectués dans la commune depuis 1793. À partir du 1er janvier 2009, les populations légales des communes sont publiées annuellement dans le cadre d'un recensement qui repose désormais sur une collecte d'information annuelle, concernant successivement tous les territoires communaux au cours d'une période de cinq ans. 
Pour les communes de moins de 10 000 habitants, une enquête de recensement portant sur toute la population est réalisée tous les cinq ans, les populations légales des années intermédiaires étant quant à elles estimées par interpolation ou extrapolation. Pour la commune, le premier recensement exhaustif entrant dans le cadre du nouveau dispositif a été réalisé en 2008,.
En 2014, la commune comptait 390 habitants, en évolution de +14,71 % par rapport à 2009 (Maine-et-Loire : +3,3 %, France hors Mayotte : +2,49 %).
| 1793 | 1800 | 1806 | 1821 | 1831 | 1836 | 1841 | 1846 | 1851 |
| ---- | ---- | ---- | ---- | ---- | ---- | ---- | ---- | ---- |
| 663  | 437  | 646  | 746  | 860  | 865  | 861  | 713  | 689  |

| 1856 | 1861 | 1866 | 1872 | 1876 | 1881 | 1886 | 1891 | 1896 |
| ---- | ---- | ---- | ---- | ---- | ---- | ---- | ---- | ---- |
| 685  | 687  | 667  | 615  | 592  | 565  | 540  | 498  | 500  |

| 1901 | 1906 | 1911 | 1921 | 1926 | 1931 | 1936 | 1946 | 1954 |
| ---- | ---- | ---- | ---- | ---- | ---- | ---- | ---- | ---- |
| 473  | 467  | 456  | 424  | 409  | 401  | 390  | 375  | 387  |

| 1962 | 1968 | 1975 | 1982 | 1990 | 1999 | 2008 | 2013 | 2014 |
| ---- | ---- | ---- | ---- | ---- | ---- | ---- | ---- | ---- |
| 353  | 365  | 319  | 282  | 282  | 247  | 335  | 387  | 390  |

### Pyramide des âges
La population de la commune est relativement jeune. Le taux de personnes d'un âge supérieur à 60 ans (15,2 %) est en effet inférieur au taux national (21,8 %) et au taux départemental (21,4 %).
Contrairement aux répartitions nationale et départementale, la population masculine de la commune est supérieure à la population féminine (50,7 % contre 48,7 % au niveau national et 48,9 % au niveau départemental).
La répartition de la population de la commune par tranches d'âge est, en 2008, la suivante :
- 50,7 % d’hommes (0 à 14 ans = 24,1 %, 15 à 29 ans = 14,1 %, 30 à 44 ans = 26,5 %, 45 à 59 ans = 19,4 %, plus de 60 ans = 15,9 %) ;
- 49,3 % de femmes (0 à 14 ans = 27,3 %, 15 à 29 ans = 18,2 %, 30 à 44 ans = 24,8 %, 45 à 59 ans = 15,2 %, plus de 60 ans = 14,6 %).

| Hommes | Classe d’âge | Femmes |
| ------ | ------------ | ------ |
| 0,0    | 90 ans ou +  | 0,6    |
| 7,1    | 75 à 89 ans  | 7,3    |
| 8,8    | 60 à 74 ans  | 6,7    |
| 19,4   | 45 à 59 ans  | 15,2   |
| 26,5   | 30 à 44 ans  | 24,8   |
| 14,1   | 15 à 29 ans  | 18,2   |
| 24,1   | 0 à 14 ans   | 27,3   |

| Hommes | Classe d’âge | Femmes |
| ------ | ------------ | ------ |
| 0,4    | 90 ans ou +  | 1,1    |
| 6,3    | 75 à 89 ans  | 9,5    |
| 12,1   | 60 à 74 ans  | 13,1   |
| 20,0   | 45 à 59 ans  | 19,4   |
| 20,3   | 30 à 44 ans  | 19,3   |
| 20,2   | 15 à 29 ans  | 18,9   |
| 20,7   | 0 à 14 ans   | 18,7   |

### Vie locale
Située dans l'académie de Nantes, l'école maternelle se situe dans la commune tandis que l'école primaire se situe sur celle de Contigné, dans le cadre d'un regroupement pédagogique intercommunal (RPI).
La commune possède également une cantine scolaire et une salle des fêtes.
Il faut se rendre à Châteauneuf-sur-Sarthe, siège de la communauté de communes, pour trouver d'autres structures : gendarmerie, centre de secours, collège, maison de retraite, bureau de poste et trésorerie, ainsi que la plupart des structures de santé. L'hôpital local le plus proche se trouve à Château-Gontier (14 km) ou à Angers (30 km).

## Économie

### Revenus de la population et fiscalité
Le revenu fiscal médian par ménage était en 2010 de 15 740 €, pour une moyenne sur le département de 17 632 €.
En 2009, 41 % des foyers fiscaux étaient imposables, pour 51 % sur le département.

### Tissu économique
En 2009, sur les 44 établissements présents dans la commune, 57 % relevaient du secteur de l'agriculture (pour une moyenne de 18 % sur le département), et en 2011, sur 41 établissements présents dans la commune, 56 % relevaient du secteur de l'agriculture, 2 % du secteur de l'industrie, 12 % du secteur de la construction, 22 % de celui du commerce et des services et 7 % du secteur de l'administration et de la santé. Deux ans plus tard, en 2013, sur 37 établissements présents dans la commune, 43 % relevaient du secteur de l'agriculture (pour une moyenne de 12 % sur le département), 3 % du secteur de l'industrie, 16 % du secteur de la construction, 30 % de celui du commerce et des services et 8 % du secteur de l'administration et de la santé
On y trouve un commerce multi services.

### Agriculture
L'activité agricole représente toujours l'activité la plus importante sur le territoire malgré la forte baisse du nombre d’exploitations.
Liste des appellations présentes sur le territoire :
- AOC Maine-Anjou,
- IGP Bœuf du Maine, Volailles de Loué, Volailles du Maine, Volailles d’Ancenis, Œufs de Loué,
- IGP Cidre de Bretagne ou Cidre breton.

## Culture et patrimoine

### Lieux et monuments
La commune de Sœurdres comporte une inscription au Patrimoine :
- Manoir de la Touche-Moreau, monument historique classé par arrêté du 30 janvier 1928 (PA00109359).

Autres lieux et monuments :
- L'église Saint-Jean-Baptiste[36] ;
- Les chapelles Notre-Dame de la Salette, du Verger, de Moiré[36] ;
- Le château de Moiré[37] ;
- Le logis de la Haute Tuffade.

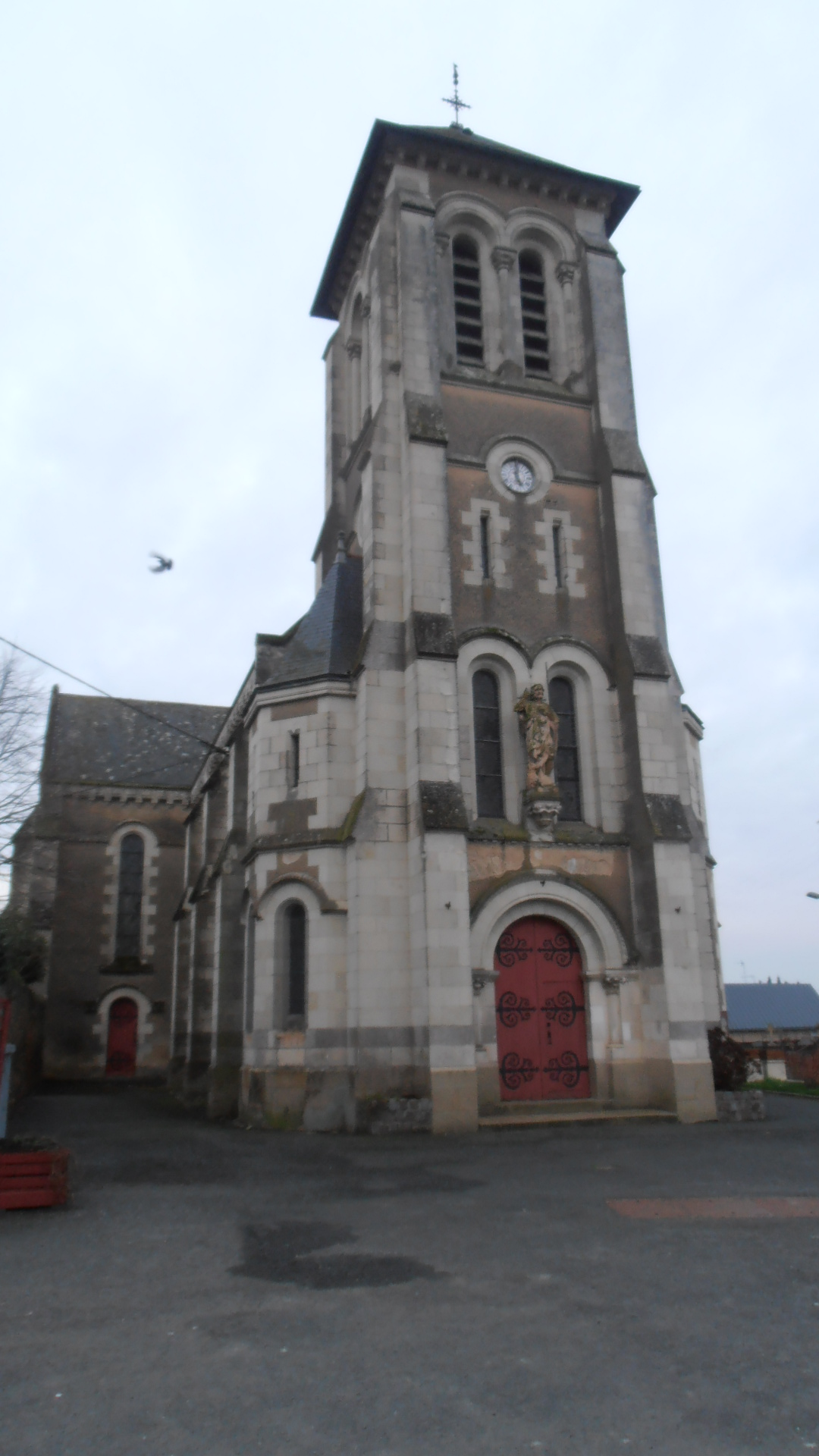
Église de Sœurdres.
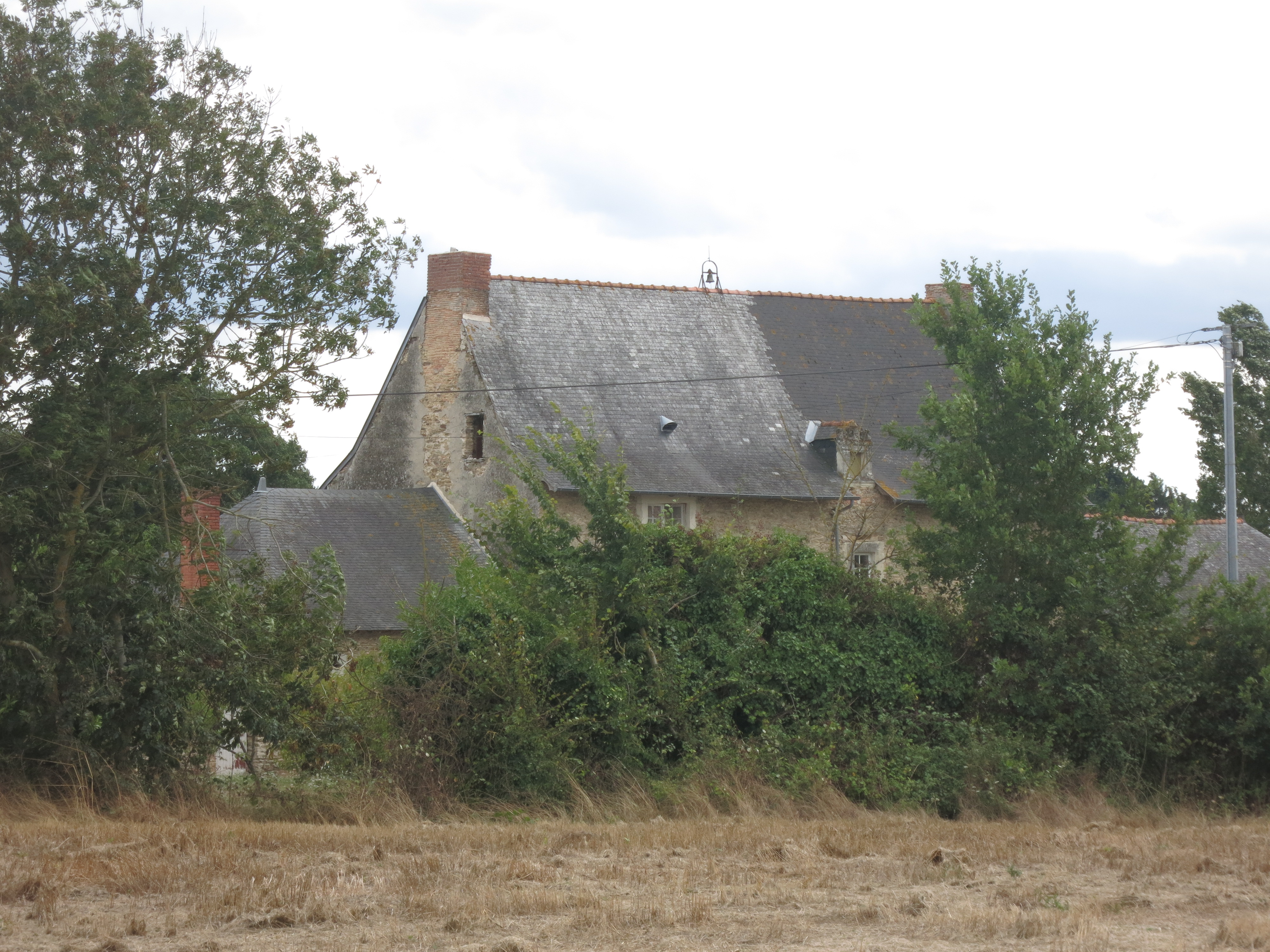
Logis de la Haute-Tuffade.
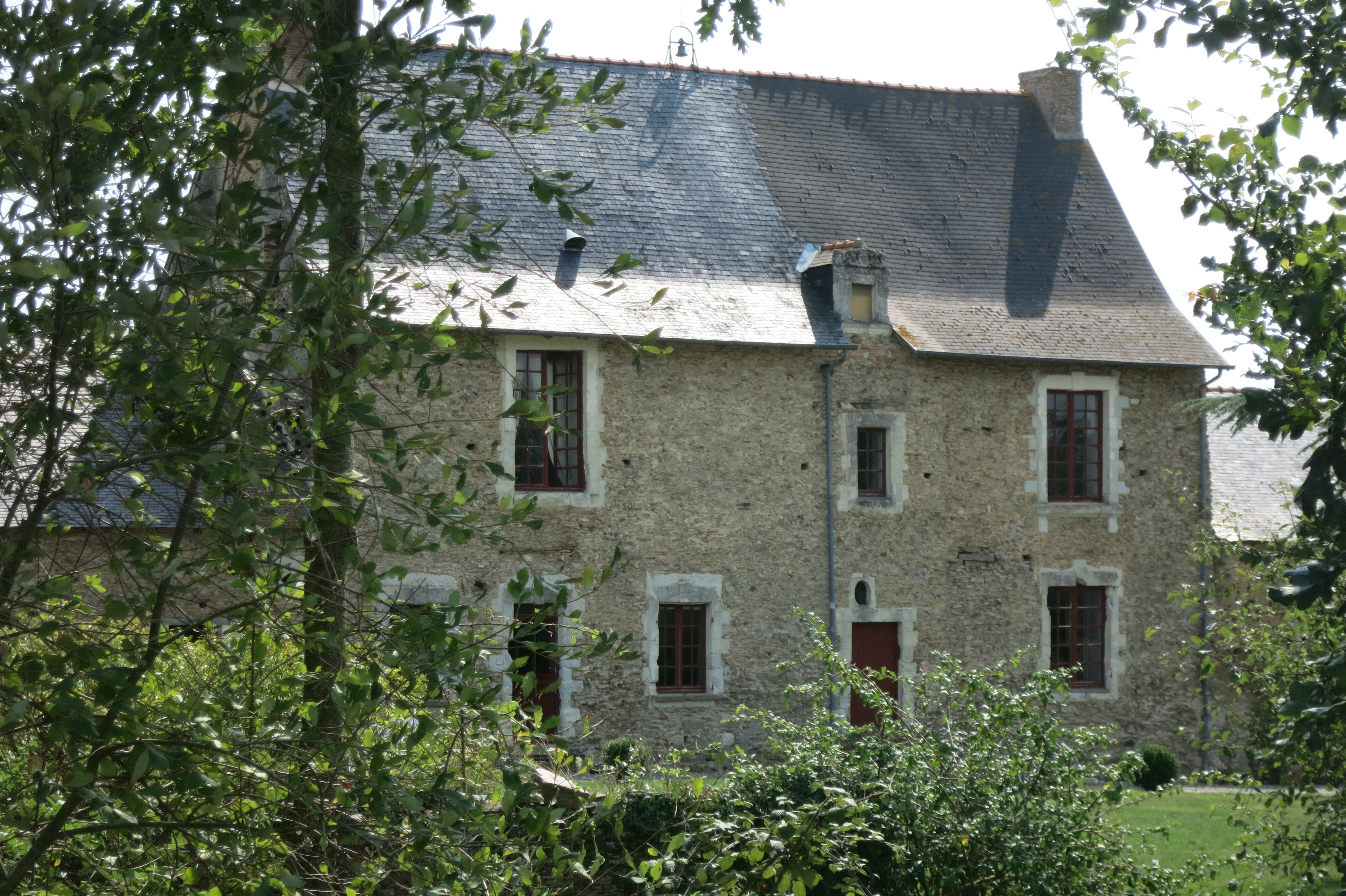

### Personnalités liées à la commune
- Eugène Forget, (1901-1994), agriculteur et syndicaliste français, président de la FNSEA de 1946 à 1949 y est né.
- Henri Bertron (1900-1975), général de corps d'armée, grand officier de la légion d'honneur, né à Soeurdres.[réf. nécessaire]